# Grundstrecke
Als Grundstrecke bezeichnet man im Bergbau die tiefste streichende, das heißt in eine bestimmte Richtung verlaufende, Strecke. Im Erzbergbau wird eine Grundstrecke auch als Gezeugstrecke, Feldortstrecke oder Läufe bezeichnet.

## Verwendung
Eine Grundstrecke dient in erster Linie der Erschließung eines Grubenfeldes. Insbesondere soll durch die Grundstrecke das Verhalten der Lagerstätte und des Nebengesteins erkundet werden. Aufgrund der gewonnenen Erkenntnisse lassen sich das später anzuwendende Abbauverfahren und die zweckmäßige Bemessung der streichenden Abbaulänge bestimmen. Aus der Grundstrecke heraus lassen sich weiter im Streichen liegende Bauabteilungen erschließen, falls diese nicht bereits durch Querschläge erschlossen wurden. Grundstrecken werden überwiegend in Grubenfeldern mit geringer streichender Länge oder bei Lagerstätten mit gutem Nebengestein verwendet. Auch bei sehr mächtigen Lagerstätten werden Grundstrecken bevorzugt aufgefahren. Zusätzlich dient die Grundstrecke auch der Förderung und der Wasserhaltung. Aus der Grundstrecke heraus wird später ein Teil der Lagerstätte abgebaut. Wenn im Laufe der Zeit tiefer liegende Lagerstättenteile abgebaut werden, dient die alte Grundstrecke der Bewetterung der nächsten tiefer liegenden Sohle. In Baufeldern, in denen die Ausrichtung des Streckennetzes mittels Hauptförderstrecken in Verbindung mit Abteilungsquerschlägen erfolgt, werden Grundstrecken nur selten aufgefahren. Auch wenn das Verhalten der Lagerstätte durch Nachbarbergwerke oder durch den Abbau auf den oberen Sohlen bekannt ist, wird auf die verstärkte Auffahrung von Grundstrecken oftmals verzichtet. Insbesondere dort, wo bei den oberen Abbaubetrieben der Bergeversatz angewandt wurde, verzichtet man während der Vorrichtungsphase gänzlich auf die Auffahrung der Grundstrecken und erstellt diese erst zusammen mit dem Abbau.

## Auffahrung
Die Grundstrecken werden aus den Querschlägen ausgehend in die Lagerstätte aufgefahren. Da Grundstrecken oftmals im unverritzten Gebirge aufgefahren werden, muss besonderes Augenmerk auf die Bewetterung gelegt werden. Der Grund hierfür ist das im Gestein oftmals gespeicherte Methan oder auch teilweise Kohlendioxid. Dies gilt insbesondere in schlagwettergefährdeten Steinkohlenbergwerken und auch bei Steinsalz- und Kalibergwerken. Zur Verbesserung der Bewetterung wird deshalb entweder parallel zur Grundstrecke oder oberhalb der Grundstrecke eine Hilfsstrecke aufgefahren. Die Grundstrecken wird je nach Lagerstätte mit rechteckigem oder rundem Streckenausbau versehen. Insbesondere bei geringmächtigen Lagerstätten ist  die Höhe der Lagerstätte oftmals nicht ausreichend, um eine genügend große Streckenhöhe zu erreichen. In diesem Fall müssen Teile vom Nebengestein mit entfernt werden. Dies ist bei der Streckenauffahrung von Hand sehr aufwändig und mühsam. Die Grundstrecke folgt in ihrem Verlauf der Form der Lagerstätte. Bei mächtigen Lagerstätten, liegenden Stöcken und Gangzügen wird die Grundstrecke im Nebengestein aufgefahren. Damit die in der Lagerstätte vorhandenen Grubenwässer am besten aufgefangen werden können, werden die Grundstrecken im Liegenden der Lagerstätte aufgefahren. Bei schmalen Gängen wird die Grundstrecke in der Mitte des Ganges aufgefahren. Durch diese Lage der Grundstrecke können sich seitlich absetzende Trümmer nicht verloren werden.